# Середонин, Сергей Михайлович
Серге́й Миха́йлович Середо́нин (1860—1914) — русский историк и источниковед, специалист по истории высшего государственного аппарата Российской империи XIX века; комментатор и публикатор иностранных (главным образом англоязычных) источников по истории Русского царства второй половины XVI века. Приват-доцент Императорского Санкт-Петербургского университета (с 1892), профессор Историко-филологического института (с 1901), действительный статский советник (1907).

## Биография
Родился 30 августа (11 сентября) 1860 года в Санкт-Петербурге. Образование получил в 6-й Санкт-Петербургской гимназии (1879, золотая медаль) и на историко-филологическом факультете Санкт-Петербургского университета. После окончания курса был оставлен при университете для приготовления к профессорскому званию.
В 1892 году удостоен степени магистра русской истории за «Сочинение Джильса Флетчера «Of the Russe Common Wealth» как исторический источник». С того же года в должности приват-доцента читал лекции в Санкт-Петербургском университете и профессор русской истории на Высших женских курсах. Преподавал также историческую географию в Петербургском археологическом институте.
Написал сочинения о деятельности М. М. Сперанского, Александра I и Николая I.
Умер 26 июля (8 августа) 1914 года в деревне Красной Романово-Борисоглебского уезда Ярославской губернии; был похоронен там же.